# Zamek krzyżacki w Lęborku
Zamek krzyżacki w Lęborku – zamek pokrzyżacki znajdujący się w Lęborku, w województwie pomorskim. Mieści się nad rzeką Łebą.

## Historia
Zbudowany przez Krzyżaków w stylu gotyckim około połowy XIV wieku, na planie prostokąta bez dziedzińca. Był siedzibą wójtów krzyżackich. W 1410 roku w rękach wojsk Władysława II Jagiełły. W okresie wojny trzynastoletniej (1454–1466) w rękach polskich, a po traktacie toruńskim – nadany w lenno księciu pomorskiemu Erykowi II. Po wygaśnięciu dynastii książęcej w 1637 roku wrócił do Polski. Od 1657 roku w rękach niemieckich. Wielokrotnie przebudowywany (XVI–XX w.). Z pierwotnej budowli zachował się gotycki szczyt wschodni, część piwnic, strzelnice, młyn zamkowy oraz fragment muru obwodowego.

Obecnie siedziba sądu rejonowego i prokuratury rejonowej.

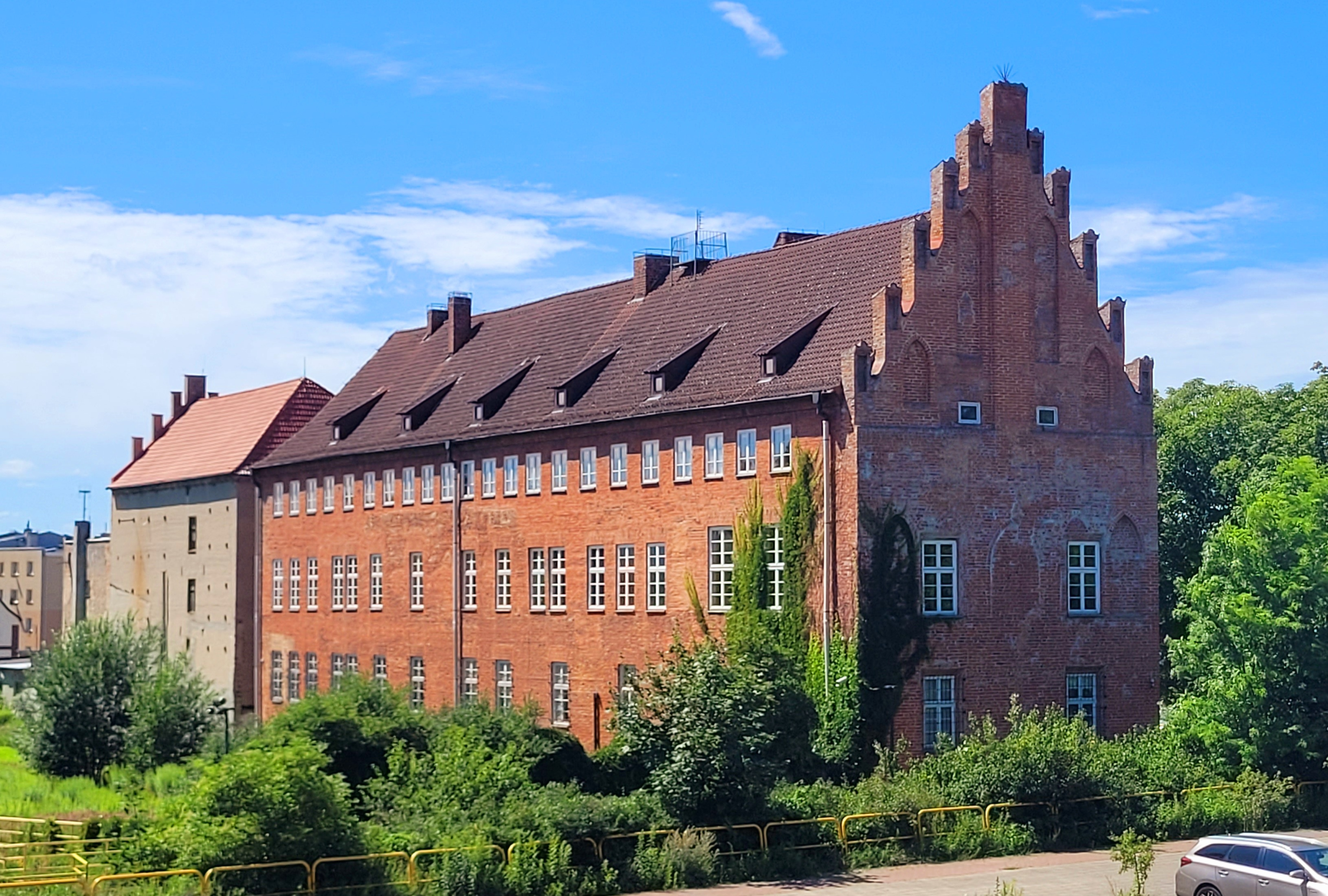
Gotycki szczyt
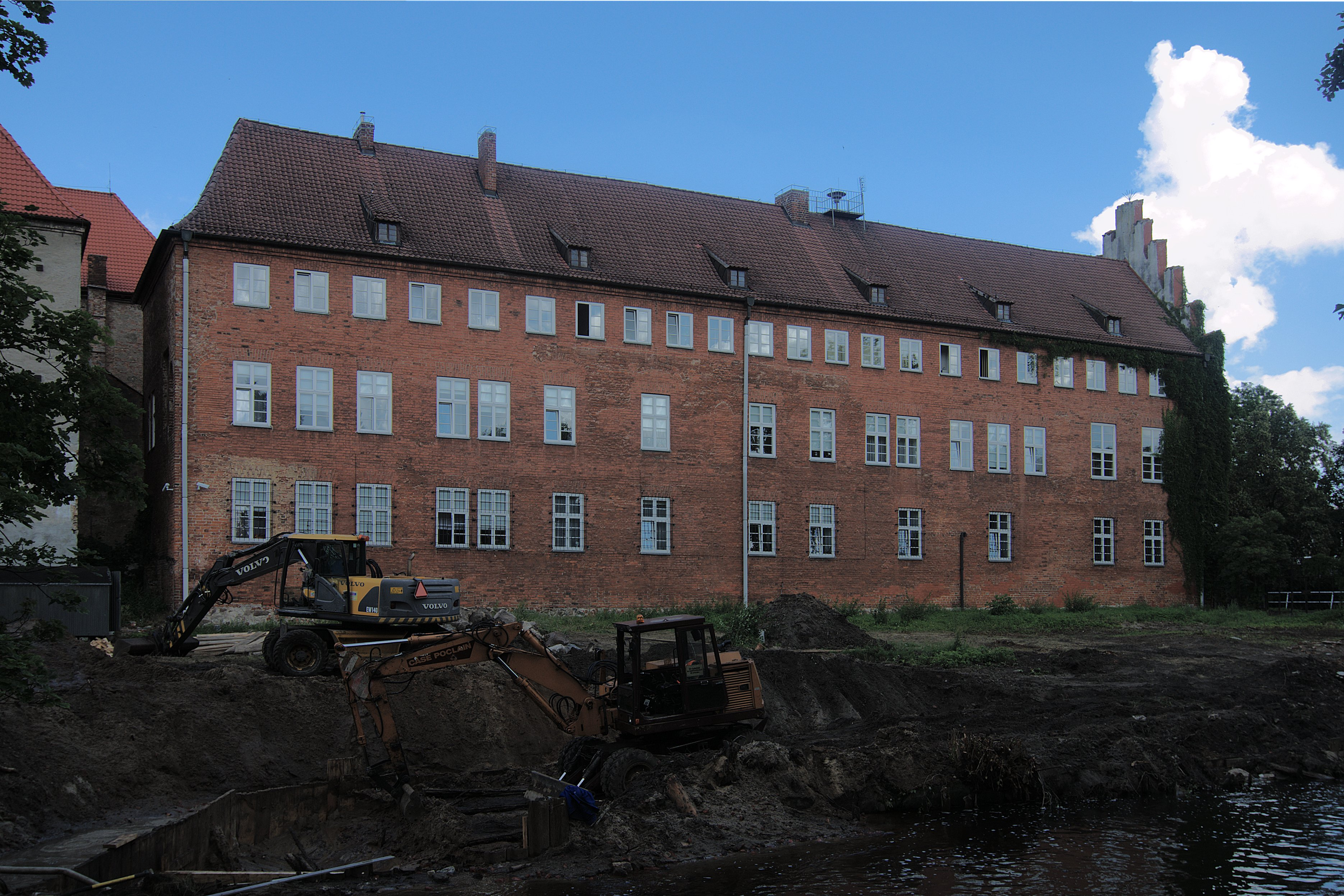
Fasada z lat 30. XX wieku
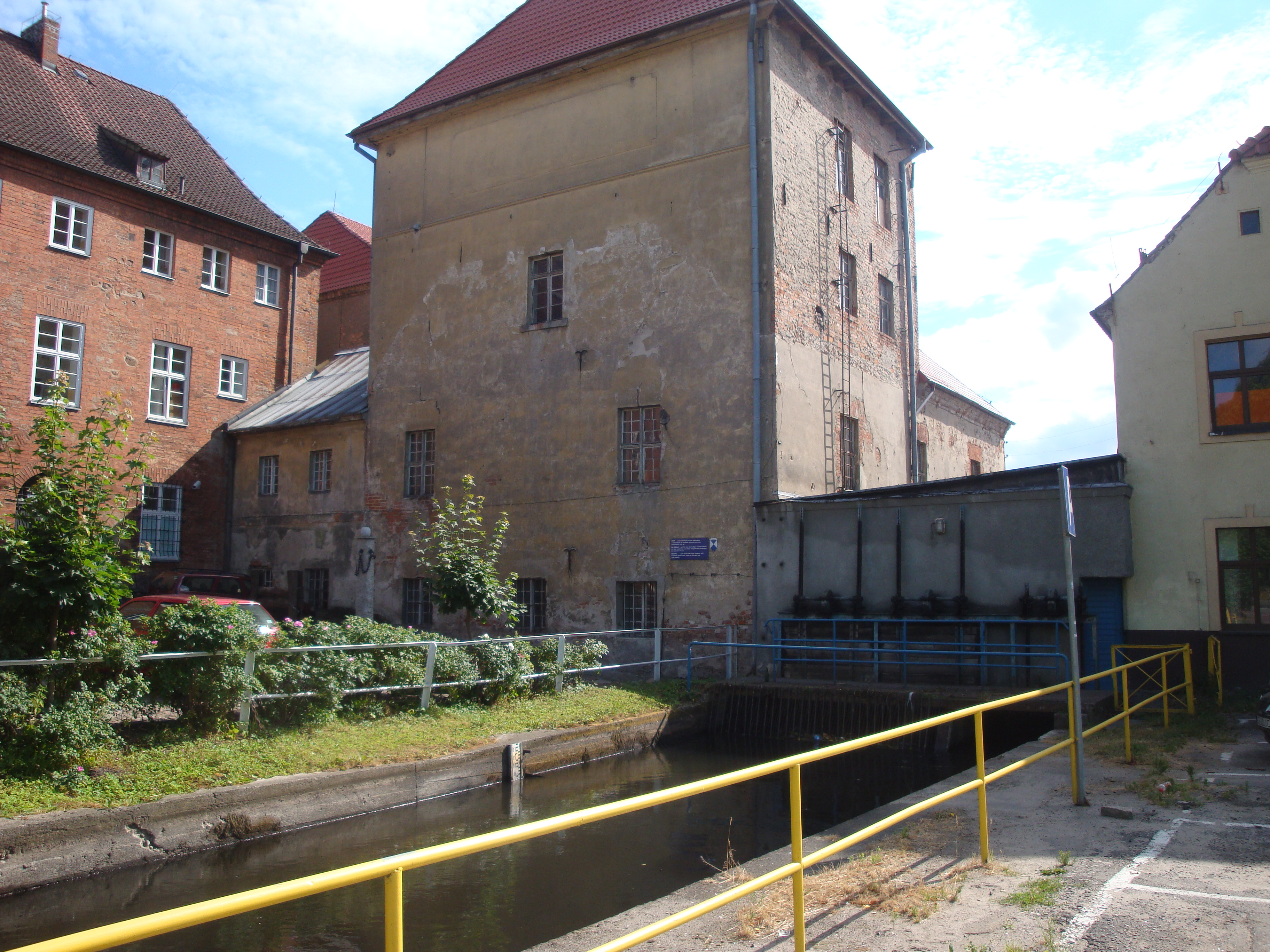
Młyn
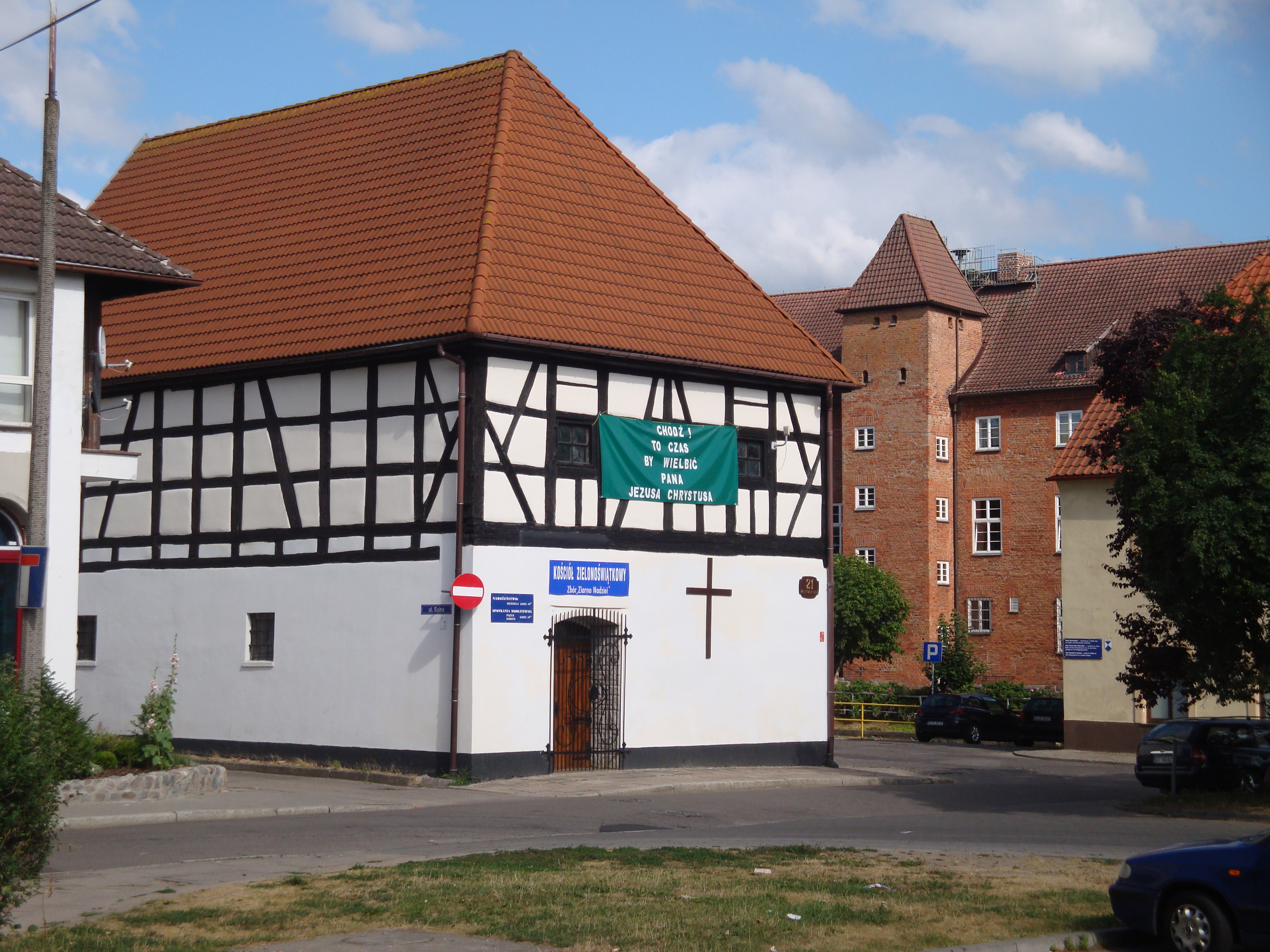